# Jugador Mundial de la FIFA 1995
La quinta entrega de este premio tuvo como ganador al liberiano George Weah (PSG / AC Milan), quedando el italiano Paolo Maldini (AC Milan) en segundo lugar y el alemán Jürgen Klinsmann (Tottenham Hotspur / Bayern Munich) en tercer lugar.

## Posiciones finales
A continuación se muestran los jugadores que coparon los diez primeros puestos en esta edición.
| Puesto | Jugador            | Equipo                            | Puntos |
| ------ | ------------------ | --------------------------------- | ------ |
| 1º     | / George Weah      | PSG / AC Milan                    | 170    |
| 2º     | Paolo Maldini      | AC Milan                          | 80     |
| 3º     | Jürgen Klinsmann   | Tottenham Hotspur / Bayern Munich | 68     |
| 4º     | Romário            | FC Barcelona                      | 50     |
| 5º     | Roberto Baggio     | Juventus / AC Milan               | 49     |
| 6º     | Hristo Stoichkov   | FC Barcelona / Parma              | 37     |
| 7º     | Iván Zamorano      | Real Madrid                       | 36     |
| 8º     | / Juninho Paulista | São Paulo FC / Middlesbrough      | 28     |
| 9º     | Matthias Sammer    | Borussia Dortmund                 | 23     |
| 10º    | Michael Laudrup    | Real Madrid                       | 20     |
|        | Gianfranco Zola    | Parma                             | 20     |